# ماینلوف مهلز
ماینلوف مهلز (انگلیسی: Meinolf Mehls؛ زادهٔ ۲۴ ژوئیهٔ ۱۹۶۵) بازیکن فوتبال اهل آلمان است.
از باشگاه‌هایی که در آن بازی کرده‌است می‌توان به باشگاه فوتبال بوخوم اشاره کرد.